# أوين مورغان إدواردز
أوين مورغان إدواردز (بالإنجليزية: Owen Morgan Edwards)‏ هو مؤرخ وسياسي بريطاني (وحمل سابقاً جنسية المملكة المتحدة لبريطانيا العظمى وأيرلندا)، ولد في 26 ديسمبر 1858 في المملكة المتحدة، وتوفي بنفس المكان في 15 مايو 1920. حزبياً، نشط في الحزب الليبرالي. في الانتخابات الفرعية في مجلس العموم البريطاني ‏، انتخب عضو برلمان المملكة المتحدة الـ26 عن دائرة Merioneth (UK Parliament constituency) ‏ (2 مايو 1899 – ).

## روابط خارجية
- أوين مورغان إدواردز على موقع الموسوعة البريطانية (الإنجليزية)